# Tinus van Gelder
Martinus "Tinus" van Gelder (Ambarawa, 2 december 1911 - Bellevue Hill, 26 augustus 1991) was een Nederlands wielrenner.

## Carrière
Hij deed in 1948 namens Nederland mee aan de Olympische Spelen in Londen. Samen met Klaas Buchly had hij zich geplaatst voor de tandemsprint (baanwielrennen). Ze werden uitgeschakeld in de kwartfinale, waardoor ze eindigden op de vijfde plaats, die ze deelden met België, Denemarken en de Verenigde Staten.
Tinus van Gelder is nooit professional geworden en won ook geen grote koersen.
Hij overleed op 26 augustus 1991 in Australië, op 79-jarige leeftijd.